# Критична теорія (соціологія масових комунікацій)
Критична теорія розглядає масову комунікацію як поле боротьби конфліктних опіній, джерелом яких є різні групові інтереси, та аналізує мас-медіа, як символ контролю, «концентрацію політичної та економічної влади».

## «Ліві» критичні теорії

### Марксистськіпогляди
Медіа — індустрія, яка виступає інструментом контролю в руках панівного класу (гноблення капіталовласниками робітничого класу). За даною теорією, медії експлуатують матеріально робітників/споживачів та впливають на реципієнтів ідеологічно (поширюють ідеї пануючого класу, усуваючи альтернативні думки, що можуть активізувати ріст свідомості робітничого класу та організувати політичну опозицію).
За К. Марксом, в суспільно-історичному процесі та формуванні різних класів людей, масові комунікації відіграють роль у передачі інформації від правлячих класів до підвладних, генеруючи знання й уявлення новітнього капіталістичного суспільства.
Тенденція до концентрації медійного виробництва у власності капіталістів-підприємців та консервативність даних медіа підтверджує цінність та законністю класового суспільства.

### Неомарксистськітеорії
В даній критичній теорії медіа представляє інтереси економічного базиса та формує політичну та ідеологічну надбудову в інтересах буржуазії. Тобто, відбувається тотальне домінування інтересів буржуазії над робітничими, пролетаріат втачає статус гегемона. Медіа масово виробляє культурні форми (відбувається «тоталітарне просвітництво»), через що втрачається відчуття соціальної солідарності та, натомість, створюється ідеологізація надбудови (буржуазії).
В розділі «Культуріндустрія» в роботі М.Горкгаймера та Т.Адорно «Діалектика просвітництва» акцентується увага на тому, що індустрія культури (культуріндустрія) створена спеціально для контролю та маніпуляцій, для реалізації хибних потреб та формування «потрібної» ідеології для підтримки принципу панування. Ключ до контролю знаходиться в сфері ідеології та формується у, вище зазначеній, сфері культури за допомогою мас-медіа.
Також, медіа є інструментом ринку, який вона збудовує. Розваги, хибні потреби — індустрія для отримання прибутку (критика капіталізму), яка користується медіа як «інстанцією обману». Індустрія культури виробляє базові цінності та потреби, розповсюджує стереотипи масової культури, які транслуються реципієнтам як «бажані». Тобто, масові комунікації в культуріндустрії знищують індивіда (створюючи «загальний рівень», масу). Така тенденція (створення пасивного, безвольового, лояльного продукту ідеології) є необхідною умовою для здійснення тоталітаризма (маса — легко маніпульовані продукти масової культури).
Схожі погляди були і у Г.Андерса. Медіа, за думкою філософа, перетворює світ у готовий до споживання товар та тим самим формує/створює своїх споживачів (маніпуляція). «Культурні сурогати» замінюють вищі форми культури. Телевізійне зображення («сурогати») є фантомом, що створює відчуття невизначенності між «є» та «здається». Відбувається конфлікт між медійним та реальним світом.
Інший представник школи, Г.Маркузе, асоціює технічну базу медіа з терором — економічно-технічне координування масовою комунікацією, яке відбувається за допомогою маніпуляцій потребами. Нав'язування хибних потреб здіюснюється через медіа-технології (які наявні у публічній та приватній сферах життя кожної людини) методом наповнення контенту медіа-повідомлень, повторюваності певних меседжів, всюдисущності тощо.
|  | Закони виробництва та прибутку диктують необхідність постійного розширення виробництва, а, значить, і збільшення використання природних і людських ресурсів. Далі покупців переконують за допомогою реклами, що їм життєво необхідно їздити на машині певної марки, вмиватися особливим милом, голитися суперстанком, голосувати за найкращу партію, дотримуватися загальновизнаних думок. Так формуються хибні потреби: людина втрачає критичність, перестає мислити, перетворюється на машину споживання задоволень, перебуваючи в омані, що будь-яке його бажання може бути виконане, тільки в тому випадку, якщо він буде продовжувати споживати.Оригінальний текст (рос.) Законы производства и прибыли диктуют необходимость постоянного расширения производства, а, значит, и увеличения использования природных и человеческих ресурсов. Далее покупателей убеждают посредством рекламы, что им жизненно необходимо ездить в машине определенной марки, умываться особенным мылом, бриться суперстанком, голосовать за лучшую партию, придерживаться общепризнанных мнений. Так формируются ложные потребности: человек теряет критичность, перестает мыслить, превращается в машину потребления удовольствий, находясь в заблуждении, что любое его желание может быть исполнено, только в том случае, если он будет продолжать потреблять. |

Також, через медіа відбувається маніпуляція пам'яттю та спогадами. Спроба відмови від історії, бо «небезпечні прозріння можуть бути наслідком спогадів про минуле» (активізації протестних, наприклад, рухів, які невигідні «пануючим», тощо).
Представник нової генерації «Франкфуртської школи» Ю.Габермас пояснює громадську думку як інструмент панівного класу, думка якого офіційно висловлюється в ЗМІ (мас-медіа — спосіб мовного контролю). Медійна аудиторія створює ієрархію та звужує комунікацію, а мас-медіа — збільшує соціальний контроль та зменшує процес розуміння. В науковця дана концепція розрахована на збереження та підтримку панівного класу. У Ю.Габермаса «публічність» — політичний інститут, який виконує функцію артикуляції загальних інтересів окремих людей через постійну раціональну дискусію. Тобто, громадська думка — об'єкт маніпуляцій зі сторони еліт, яка формується з інтересів останніх. Масові комунікації — є способом впливу на публіку та інструментом боротьби за символічний капітал.
Італійський філософ А.Грамші запевняв, що влада панівного класу тримається не тільки на насильстві, а й на згоді. Оволодіння власністю як економічною основою влади недостатньо — панування власників тим самим автоматично не гарантується, і стабільна влада не забезпечується. Так як канали масової комунікації належать «еліті», то вони (канали) використовуються для «зомбування» маси, яка стає пасивною та підвладною «пануючим» більшістю (відбувається стандартизація та деіндивідуалізація суспільства задля збереження «зручного» становища владної групи), створюється гегемонне суспільство.
Гегемонія, натомість, спирається на «культурне ядро» суспільства, яке включає в себе сукупність уявлень про світ і людину, про добро і зло, прекрасне і огидному, безліч символів і образів, традицій і забобонів, знань і досвіду багатьох століть. Поки це ядро стабільно, в суспільстві є «стійка колективна воля», спрямована на збереження існуючого порядку. Підрив цього «культурного ядра» і руйнування цієї колективної волі — умова революції.
Л.Альтюссер також у мас-медіа бачив один з варіантів управління — ідеологічний апарат держави (існує другий варіант управління — репресивний апарат держави). І якщо останній (репресивний) апарат діє у суспільній сфері, то ідеологічний — у приватній. Головною ж відмінністю між репресивним та ідеологічним апаратами Л.Альтюссер вважав таке: в репресивному апараті на першому місці стоїть насилля, а ідеологія — на другому, в ідеологічному апараті — на першому місці ідеологія, а насилля на другому. Але ці два компоненти обов'язкові в обох варіантах апаратів. Більше того, він вважав, що не може бути чисто репресивного апарату, тобто інформаційно-ідеологічний апарат (маніпуляція через медіа) присутній скрізь.
Французький соціолог П. Бурдьє формує концепт публічної сфери в контексті теорії поля («поле мас-медіа»). Він виділяє три найбільші групи-суб'єкти всередині цього поля: публіка — «споживає» інформацію мас-медіа; працівники в галузі мас-медіа — впливають на першу групу через селекції «потрібної» інформації; «публічні» люди — серед яких йде боротьба за символічний капітал (визнання та популярність).
|  | Телебачення - це світ, що створює враження, що соціальні агенти, які володіють всіма ознаками значущості, свободи, незалежності, іноді навіть неймовірної аури (достатньо звернутися до газет про телебачення), насправді є маріонетками необхідності, яку потрібно описати, структуру, якої необхідно виявити і виставити на загальний огляд.Оригінальний текст (рос.) Телевидение — это мир, создающий впечатление, что социальные агенты, обладающие всеми видимыми признаками значимости, свободы, независимости, иногда даже невероятной ауры (достаточно обратиться к газетам о телевидении), на деле являются марионетками необходимости, которую нужно описать, структуры, которую необходимо выявить и выставить на всеобщее обозрение. |

У своїй роботі «Громадської думки не існує» П.Бурдьє визначає ЗМІ як негативний підвладний інструмент селекції «потрібних» новин в руках «публічних» людей. Тобто, мета еліти чи пануючого класу розрахована на збереження пануючого класу, через використання ЗМІ, які продукують медіа-контент вигідний «пануючим». Знову ж, мас-медіа виступає полем символічної боротьби за владу.

### Феміністичнакритика
Критика масової комунікації як структури влади, в якій жінки систематично є субординованими та акцент на політиці представлення та виробництва знань, в яких жінки є об'єктами, а не активними суб'єктами. Через медіа розповсюджуєтся стереотипні та сексистські судження, подекуди можуть транслюватися насильницькі дії проти жінок, тощо.
У дослідженні мелодрам виробництва Голівуду Лаура Марві відзнайшла зображення стереотипів щодо жінок, які відтворенні в суспільстві. Головних, активних героїв зазвичай грали чоловіки, пасивних, зображених для чоловічої аудиторії — жінки. Таким чином, медіа своїм контентом не бореться з гендерним дисбалансом, сексизмом та порушенням прав жінок, а навпаки — сприяє їхньому невигідному положенню.
Про феміністичну теорію медіа писала Лінда Штайнер. Дослідниця піднімає проблеми відтворення та створення реальності у медіа, пише про історію активізму за феміністичний підхід у медіа, про невидимість, гомофобію та гетеросексизм у розповідях журналістів про лесбійок та геїв, а також створила низку теоретичних робіт.
Українська соціологиня Оксана Кісь критикує мас-медіа як інститут, що конструює гендерні ідентичності та насаджує каноні фемінності та маскулінності. Відколи реклама становиться актом культури, починається перетворення способів споживання на «мистецтво». Так в ній (рекламі) передаються культурні смисли, що граничать та збігаються із стереотипами суспільства.
|  | Протиставлення чоловічої та жіночої сфер є прикметною рисою реклами товарів та послуг, де закріпляється традиційний розподіл ролей та функцій у суспільстві і сім’ї. Зображення жінки переважно в межах дому (локалізація – кухня, ванна, дитяча кімната) чи магазину при виконанні побутових, материнських і подружніх обов’язків (прання, приготування їжі, прибирання, догляд за дітьми іншими членами родини, купівля товарів щоденного вжитку тощо) зміцнюють у суспільній свідомості загалом та свідомості жінок зокрема стереотипні уявлення про приватну сферу і домашні обов’язки як винятково компетенцію жінки-домогосподарки. |

Та сама ситуація простежується також у телевізійних новинах, періодичних виданнях (приватна сфера — жіноча сфера).
Загалом, мас-медіа критикуються як інструмент домінування, гноблення та приниження, що є продуктом патріархального устрою.

## «Ліберальні» критичні теорії
Масова культура, яка продукується мас-медіа, «ліберальною» парадигмою розцінюється як втрата свободи, широка маніпуляція масами й залучення до приватних сфер життя, надмірний контроль небагатьох за багатьма, що можна вважати необмеженою тиранією.
Г.Арендт критикує мас-медіа, бо вони створюють імовірність виникнення гіпертрофованої відданості символам і лідерам, адже, масова культура знищує соціальні зв'язки, ізолює людину. Таким чином, ізольовані люди намагаються знайти свою приналежність та ідентифікацію в соціальних рухах, які, подекуди, можуть призвести до тоталітаризму та тотального домінування. Тобто, демократичне існування витісняється домінуванням нової еліти, а розповсюдження соціального відчуження спричиняє піддатливість та легкість маніпуляції масою. Результат — нові ідеології та створення псевдоспільності (наприклад, нацизм).

## «Праві» критичні теорії
«Права» критика критикує мас-медіа як загрозу елітарним культурним цінностям та культурній автономії окремого індивіда, що призводить до розладу «органічної спільності» капіталізму, системи освіти та неспроможності раціональності. Емансипація масової культури провокувала порушення «природного» балансу між елітою та масою (на користь останньої), створення умов для засвоєння «неприйнятних» моральних та інтелектуальних якостей, трансформації демократії під тиском «ірраціональної» маси, залучання до вульгарних форм культури, тощо. Індивіди перетворювалися на знеособлену жертву маніпуляції з боку соціальної стихії чи навмисності еліт. Маса — це пасивні споживачі, не здатні до свідомого та самостійного інформативного вибору.
Ф.Ніцше розділяв культуру сучасності на три рівня якості: «вища», «середня» («посередня») та «нижча» («вульгарна») культури. «Вищій» культурі характерні серйозність обраної основної теми, глибоке розуміння питань, що підіймаються, витонченість та багатство виражених почуттів. Вона (культура) ніяк не пов'язана з соціальним статусом індивіда, а це означає, що її досконалість визначається не суспільним становищем творців або споживачів, а лише правдивістю та красою самих об'єктів культури. «Низька» культура складається з елементарних, простих витворів. Деякі з них можуть мати елементи «вищої» або «середньої» культури, але, які, водночас, володіють мінімальним внутрішнім змістом (наприклад, видовища типу спортивних змагань). Характерна її («низької» культури) ознака — загальна вульгарність відчуття та сприйняття, короткотривалість об'єктів даного рівня культури. Дуже схожою є теза Т.Еліота, що масова культура завжди буде «підмінною» («сурогатом») культури і ніколи не досягне високих зразків. Мас-медія призводить до того, що «вища» культура кількісно зменшується, а «посередня» та «нища» навпаки — збільшується в об‘ємі. Створюються нові традиції, еталони та критерії, які призводять до деградації. За Ф. Ніцше, масова культура через масові комунікації спокушає митця, надаючи йому/їй (митцю) прибуток за діяльність в межах «нижчої» та «посередньої» культури.
Про примітивність смаків та оцінок масової культури, що є результатом масової комунікації, також нотується у роботі Дж. Селдеса «Велика аудиторія».
Також мас-медіа критикуються Х.Ортега-і-Гассетом (людина-натовп, яка керується елітою через медіа). На думку науковця, через масову комунікацію, безособистісна «маса» (посередність) замість того, щоб слідувати рекомендаціям «елітарної» меншості, постає проти неї, витісняє «еліту» з традиційних та компетентних для неї сфер — політики та культури, що призводить до нестабільності та краху культури.
Тобто, масова культура (в тому числі, масова комунікація) створює в суспільстві необмежену демократію («гіпер-демократію» за Х.Ортего-і-Гасетом) — надмірний контроль багатьох над небагатьма (через розповсюдження культури «нищого» рівня), що призведе до «руйнації цивілізації» та деградації.